# Palazzo Natella
Palazzo Natella è un edificio sul Lungomare di Salerno, costruito in "stile liberty" negli anni venti del Novecento.

## Caratteristiche
Il palazzo sorge a fianco del Palazzo comunale di Salerno. Dotato di ampio porticato, è ricco di decorazioni in stucco e cemento. Sotto i portici vi sono attività di ristorazione -legate alla "movida salernitana"- dove si conservano all'interno elementi decorativi originali in stile decò.
Il palazzo è un edificio moderno di forma trapezoidale con piano terra, piano ammezzato e quattro piani. Raggiunge un'altezza di 30 metri ed ha una struttura portante in cemento armato con solai in laterizio.
Quando fu costruito (anni 1922-1924) divenne subito luogo di ritrovo dei salernitani abbienti, grazie ai suoi "caffè" e ristoranti. Fu completato solo nel 1930, a conseguenza di alcuni problemi finanziari della famiglia Natella, proprietaria dell'immobile.
Nel 1944, quando Salerno era sede del governo italiano, ha ospitato il "Ministero dell'Agricoltura" ed il "Ministero dei Lavori Pubblici" (oltre agli uffici di collegamento con il "Ministero della Marina" e con il "Ministero della Guerra" rimasti a Brindisi), dei primi Governi dell'Italia post-fascista.
Negli anni cinquanta e sessanta il Palazzo Natella era al centro dello "struscio" pomeridiano dei giovani salernitani, avendo anche un cinema al pianterreno.
Infine nel Palazzo Natella vi aveva sede, dal 1953 al 1960, il comitato organizzatore del Circuito automobilistico di Salerno, una gara da corsa cittadina di Formula 2 (durata pochi anni) sul modello di quella famosa del Principato di Monaco.